# 이개
이개(李塏, 1417년~1456년)는 조선시대 전기의 학자이자 관리이며, 성삼문, 신숙주, 김문기등과 함께 훈민정음의 창제에 참여하였다. 또한 사육신 중의 한 사람이기도 하다. 본관은 한산(韓山)이며, 자는 청보(淸甫) 또는 백고(伯高), 호는 백옥헌(白玉軒)이다. 고려시대 말기의 학자 목은 이색의 증손자이다.
토정비결의 저자 토정 이지함은 그의 종증손이고, 조선 중기의 동인, 북인의 당수 아계 이산해는 그의 종현손이 된다.

## 생애
1436년 문과에 급제한 후, 1441년 세종에 의해 집현전 학자가 되었다. 그해 저작랑(著作郞)으로 《명황계감》(明皇戒鑑)의 편찬에 참여하였으며 이후 집현전 학사로 신숙주, 성삼문, 정인지, 김문기등등과 함께 훈민정음의 창제에도 참여했다. 1447년 문과중시에 급제한 뒤 사가독서하였다.
1448년 교리가 되었고, 세종의 임종에 즈음하여 어린 세손을 부탁한다는 유지를 받들었다. 그 뒤 당상관에 승진하였다가 1450년에 문종이 왕위에 오른 뒤, 후에 단종이 된 왕자의 개인 교사 역할을 하였다. 1455년에 단종이 세조에 의해 왕위를 빼앗기자, 1456년(세조 2) 이개는 직제학(直提學)으로 승진되었으나 고위 관리들과 함께 단종의 복위를 꾀하다가 붙잡혀 형문을 당한 후 아들과 함께 처형당하였다.
시문(詩文)과 글씨를 잘 지었다. 1758년(영조 34) 이조판서가 추증되고, 대구의 낙빈서원(洛濱書院), 한산의 문헌서원(文獻書院), 충주 노운서원(魯雲書院), 과천 민절서원(愍節書院), 의성 충렬사(忠烈祠) 등에 배향되었다. 시호는 의열(義烈)이었다가 뒤에 충간(忠簡)으로 시호가 개정되었다.
토정비결의 저자 토정 이지함이 그의 종증손이고, 종고손은 동인과 북인의 당수이며 3번 의정부영의정을 지낸 이산해와 임진왜란 때 명나라군 파병을 위해 노력하다가 과로사한 이산보이다.

## 가족 관계
- 조부 : 이종선(李種善)-한산 이씨 이색 (1328~1296)의 3남
- 조모 : 권근의 딸
  - 아버지 : 이계주(李季疇)
  - 어머니 : 진명례(陳明禮)의 딸
    - 부인 : 이률(李栗)의 딸

## 관련 작품

### 드라마
- 《한명회》 (KBS2, 1994년~1994년 배우 : 김경하)
- 《왕과비》 (KBS1, 1998년~1999년 배우 : 이동신)
- 《공주의 남자》 (KBS2, 2011년~2011년 배우 : 엄효섭)
- 《인수대비》 (JTBC, 2011년~2012년 배우 : 주우)

## 같이 보기
- 신숙주
- 정창손
- 성삼문
- 하위지
- 유응부
- 유자미
- 유성원
- 봉석주